# Andy Panko
Andrew „Andy“ Panko (* 29. November 1977 in Harrisburg, Pennsylvania) ist ein ehemaliger US-amerikanischer Basketballspieler.

## Werdegang
Panko spielte bis 1999 für die Mannschaft der Lebanon Valley University im US-Bundesstaat Pennsylvania. Er setzte sich in der ewigen Korbjägerliste der Hochschulmannschaft auf den ersten Platz. Das Fachmedium d3hoops.com berief ihn in der dritten NCAA-Division unter anderem gemeinsam mit Horace Jenkins und Devean George in die Mannschaft des Jahrzehnts.
Er begann seine Laufbahn als Berufsbasketballspieler 1999 bei New Mexico Slam in der US-Liga IBL, wo er bis zur Auflösung der Liga im Jahr 2001 spielte. In der Vorbereitung auf das Spieljahr 2000/01 stand er in der NBA bei den Los Angeles Lakers unter Vertrag, aber noch vor dem Saisonbeginn aus dem Aufgebot gestrichen. Im Januar 2001 erhielt Panko einen Zehntagesvertrag von der NBA-Mannschaft Atlanta Hawks und bestritt ein Spiel für Atlanta. Hernach kehrte er zu New Mexico Slam zurück.
Panko wechselte 2001 erstmals nach Europa und unterzeichnete einen Einjahresvertrag beim italienischen Erstligisten Basket Napoli. 2002 gewann er mit den Dakota Wizards den Meistertitel in der US-Liga CBA und wurde als bester Spieler der Liga der Saison 2002/03 ausgezeichnet. 2003 wurde Casademont Girona sein erster Verein in der spanischen Liga ACB. Ab April 2003 stand er in Diensten der Gigantes de Carolina und gewann mit der Mannschaft die Meisterschaft Puerto Ricos.
In den Folgejahren war Panko vor allem in der spanischen Liga ACB erfolgreich, insbesondere bei San Sebastián Gipuzkoa BC. Seine beste Saison in San Sebastián hatte er 2011/12, als er mit dem Verein das Viertelfinale der spanischen Meisterschaft erreichte und im gleichen Jahr als wertvollster Spieler der spanischen Meisterschaft ausgezeichnet wurde. Zudem schloss er die Saison als erfolgreichster Punktschütze ab. 2012 stand Panko bis Dezember beim griechischen Verein Panathinaikos Athen unter Vertrag.
Er kehrte nach Spanien zurück. In den letzten Jahren seiner Spielerlaufbahn stand Panko vor allem bei Vereinen in Lateinamerika unter Vertrag.

## Erfolge
- Meisterschaft der Continental Basketball Association (CBA): 2002
- Meisterschaft Puerto Ricos: 2003

## Auszeichnungen
- Wertvollster Spieler der Meisterschaft Puerto Ricos: 2003
- Wertvollster Spieler der zweiten spanischen Liga: 2008
- Wertvollster Spieler der spanischen Meisterschaft: 2012
- Mannschaft des Jahres der Liga ACB (Mejor Quinteto): 2012